# Poveljniško-štabna šola Slovenske vojske
Poveljniško-štabna šola Slovenske vojske (kratica: PŠŠ) je vojaško-šolska ustanova, ki skrbi za izobraževanje častnikov, ki zasedajo poveljniške in štabne položaje v Slovenski vojski; šola je v sestavi Poveljstva za doktrino, razvoj, izobraževanje in usposabljanje.
Trenutno izvaja tri vrste izobraževanja:
- štabno šolanje (za stotnike),
- višještabno vojaško izobraževanje in usposabljanje (za majorje in podpolkovnike) in
- generalštabno vojaško izobraževanje in usposabljanje (za polkovnike in višje čine).

## Zgodovina
Šola je bila ustanovljena 1. februarja 1993. Od januarja 2009 se nahaja v Kadetnici Maribor.

## Poveljstvo
Načelniki
- polkovnik magister Pavel Vindišar
- kapitan bojne ladje Vojko Gorup
- podpolkovnik David Humar (1998–1999)[2]
- podpolkovnik Ivan Mikuž (1999–2002)
- polkovnik Stojan Zabukovec (2003)
- Jože Murko ?
- podpolkovnik Anton Vavroš (?–2. april 2010[3])
- polkovnik Tomaž Kladnik (2. april 2010[3]–danes)